# コモ湖
コモ湖（コモこ、イタリア語: Lago di Como）は、イタリア北部のロンバルディア州にある湖。
逆Y字形の形状を持つ湖で、湖水面積はイタリアで3番目に広い。湖畔は避暑地として著名であり、南東端にレッコ、南西端にコモの都市がある。

## 名称
ラーリオ湖（Lario）とも呼ばれる。湖の東南部分はレッコ湖とも呼ばれる。

## 地理
行政上はコモ県、レッコ県の2県にまたがる。
湖の北東側、ヴァルテッリーナ渓谷（ソンドリオ県）を流れてきたアッダ川からの流れを主にしている。このほか、湖には北端部でメーラ川などが注ぐ。東南端（レッコ湖）のレッコ付近から再びアッダ川として流れ出ている。
アルプス山系の山域区分の標準であるSOIUSAでは、コモ湖はアルプスを東西に大きく区分する境界の一部となっている。すなわち、コモ湖の東側の山々は東アルプス山脈に属するベルガモ・アルプス及びプレアルプス、西側の山々は西アルプス山脈に属するルガノ・アルプスに分類される。

## 歴史
コモ湖には、ローマ帝国の皇帝やユリウス・カエサルが保養のために訪れたと言われている。
第二次世界大戦末期の1945年4月、ベニート・ムッソリーニはこの湖畔でパルチザンに身柄を捕捉され、処刑された。
近年では、中近東からイタリアに密入国した者がスイスへ密出国するための中継地になっているようである。

## ヴィラ群
コモ湖はその美しさと美しい環境で有名で、長年にわたり貴族や富裕層の憩いの場として人気を博してきた。

## 文化・観光

### 避暑地
コモ湖畔はヨーロッパきっての避暑地として知られ、湖畔にはヴィラ・デステ、ヴィラ・デル・バルビアネッロ、ヴィラ・セルベッローニ、ヴィラ・カルロッタなど、ヨーロッパの各王室や富豪等が建てた豪奢なヴィラが立ち並んでいる。湖のほぼ中央に位置する半島にはベッラージョと呼ばれる村があり、湖畔には多くのホテルが軒を連ねている。グランド・ホテル・ヴィラ・セルベッローニという5つ星の最高級ホテルも存在する。

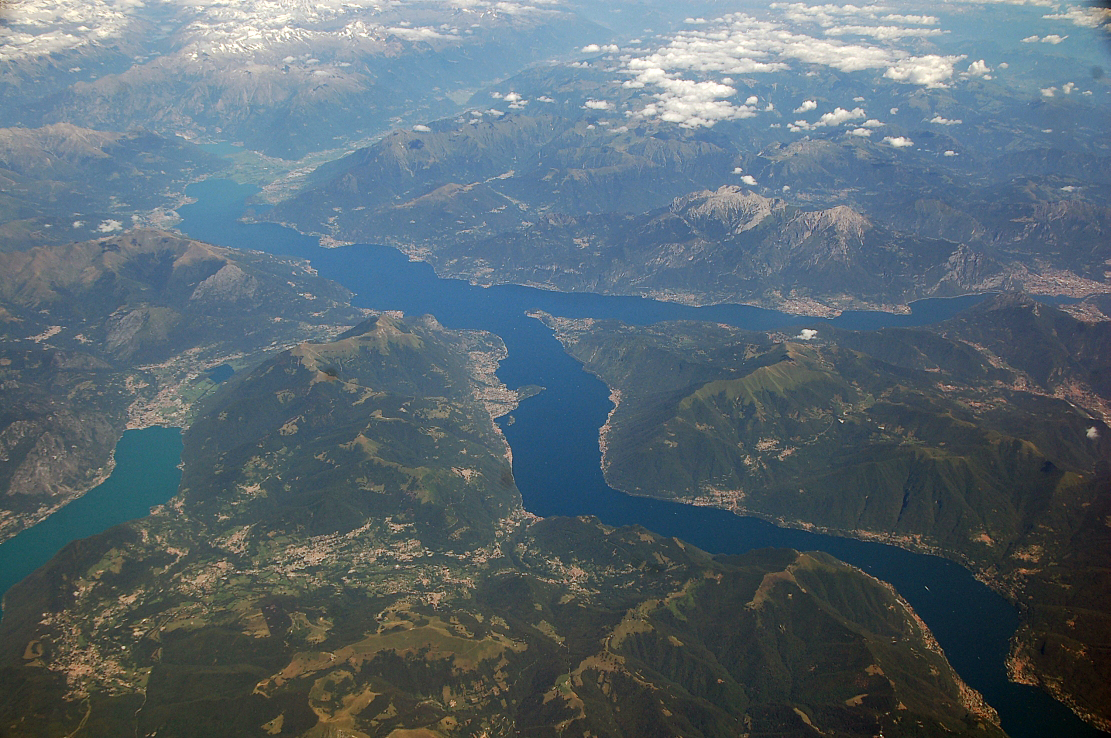
航空写真

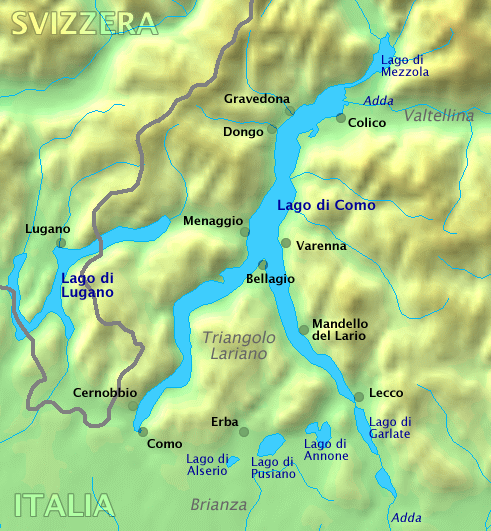
周辺の地図

### 映画のロケ地
コモ湖周辺では、映画のロケがしばしば行われる。『スター・ウォーズ エピソード2』では、惑星ナブーの湖畔のシーンの撮影が行われた。また、『オーシャンズ12』などでロケの一部が行われている。

### サイクルロードレースとの関わり
- 風光明媚な土地であることから、カンツォ方面からコモ湖の湖畔のベッラージョに通じるギザッロ峠の頂上にある聖母教会のマドンナ・デル・ギザッロ教会は古くからサイクリストの休憩場所として親しまれてきた。この様な経緯から教会の神父の働きかけもあって1949年にはローマ教皇庁から「サイクリストの女神が祀られた教会」と認定された。

その後、数多くの名選手が教会にバイクやウェアを奉納し、勝利と安全を祈願した。現在では「サイクリストの聖地」として広く知られている。
- サイクルロードレースの内、伝統と格式が特に高いとされる「モニュメント」と称される５つのレースのうちの一つであるイル・ロンバルディアでは毎年、コモ湖周辺と先述のギザッロ峠を通り、マドンナ・デル・ギザッロの前を走るコースが設定される。

## 自然・環境
湖の北端部のアッダ川およびメーラ川がコモ湖に流入する一帯の氾濫原は付近のメッツォーラ湖と共にピアン・ディ・スパーニャおよびメッツォーラ湖自然保護区をなし、ラムサール条約登録湿地となっている。1976年12月14日に登録された、イタリア最初の登録湿地のひとつである。